# Agdistis meridionalis
Agdistis meridionalis ist ein Schmetterling (Nachtfalter) aus der Familie der Federmotten (Pterophoridae).

## Merkmale
Die Falter erreichen eine Flügelspannweite von 22 bis 25 Millimetern. Die Flügel sind grau gefärbt und mit braunen Schuppen gesprenkelt. Auf den Vorderflügeln befinden sich jeweils ein subterminaler Costalfleck sowie vier Flecke entlang des Dorsalrandes der Flügelfalte. Der vierte Fleck befindet sich dabei schräg über dem Dritten. Die Falter zeigen eine sehr charakteristische Ruhehaltung, bei der die schmalen Flügel schräg nach vorn gehalten werden, während der Körper durch die langen Vorderbeine angehoben wird.
Die Valven des männlichen Genitals sind zueinander asymmetrisch. Die linke Valve ist vor dem Apex verbreitert und mit einem Costalarm versehen, der zwei Drittel der Valvenlänge lang ist. Die rechte Valve ist mit einem saccularen Anhang und einem Costalarm versehen. Das neunte Sternit ist asymmetrisch gespalten. Das Ostium des weiblichen Genitals ist leicht eingedellt. Das Antrum ist doppelt so lang wie breit und verengt sich allmählich. Das achte Tergit besitzt eine kleine mittige Vertiefung.

### Ähnliche Arten
- Agdistis bennetii Curtis, 1833

## Verbreitung
Agdistis meridionalis ist in der Paläarktis beheimatet und kommt auf den Kanarischen Inseln, Großbritannien und im Mittelmeerraum einschließlich Nordafrika vor. Im Osten reicht das Verbreitungsgebiet bis nach Rumänien, Griechenland, Zypern und in die Türkei.

## Lebensweise
Die Larven leben an verschiedenen Strandflieder-Arten wie Gewöhnlicher Strandflieder (Limonium vulgare), Limonium binervosum, Limonium  obtusifolium, Limonium virgatum, Limonium cordatum und Limonium pectinatum. Im Süden Englands besiedelt die Art trockene Felsklippen, an denen die Nahrungspflanzen wachsen.

### Flug- und Raupenzeiten
Die Falter fliegen in zwei Generationen von April bis September.

## Systematik

### Synonyme
Aus der Literatur sind für Agdistis meridionalis folgende Synonyme bekannt:
- Adactyla meridionalis Zeller, 1847
- Agdistis staticis Millière, 1875
- Agdistis portlandica Tutt, 1906
- Agdistis staricis var. delicatulella Chrétien, 1917
- Agdistis clivicola Meyrick, 1928
- Agdistis tyrrhenica Amsel, 1951
- Agdistis prolai Hartig, 1953

## Belege
1. 1 2 3 4  C. Gielis: Pterophoridae. In: P. Huemer, O. Karsholt, L. Lyneborg (Hrsg.): Microlepidoptera of Europe 1: 1–222. Apollo Books 1996, ISBN 87-88757-36-6.
2. 1 2 3  C. Gielis: Pterophoroidea & Alucitoidea. In: World Catalogue of Insects. Volume 4. Apollo Books, 2003, ISBN 87-88757-68-4.